# Anaea floridalis
Anaea floridalis är en fjärilsart som beskrevs av Johnson och Comstock 1941. Anaea floridalis ingår i släktet Anaea och familjen praktfjärilar. Inga underarter finns listade i Catalogue of Life.